# Georg Frederik Lange
Georg Frederik Lange (døbt 13. oktober 1754 i Ribe Domkirke – 24. december 1818) var borgmester i København.
Han var søn af rektor ved Ribe lærde Skole Sinnel Lange og dennes anden hustru Anne Kierstine Krarup, blev student fra Aarhus lærde Skole 1772, cand.jur. 1786, kancellist 1787 og rådstueskriver 1801. Lange blev rådmand i København 30. maj 1806 og var fra 1814 til sin død borgmester. Han var ugift.